# Alexandru Boc
Alexandru Boc (* 3. Juni 1946 in Vașcău, Kreis Bihor) ist ein ehemaliger rumänischer Fußballspieler. Der Libero bestritt 224 Spiele in der höchsten rumänischen Fußballliga, der Divizia A.

## Karriere

### Verein
Boc begann seine Karriere im Jahr 1964 bei Petrolul Ploiești, wo er am 11. Oktober 1964 zu seinem ersten Einsatz in der Divizia A (heute Liga 1) kam. In der Saison 1965/66 wurde der Verein mit ihm als Stammspieler rumänischer Meister. Nachdem er seinen Stammplatz in der folgenden Spielzeit verloren hatte, wechselte er im Jahr 1967 zum Ligakonkurrenten Dinamo Bukarest.
Nachdem er in der Saison 1969/1970 für eine Spielzeit gesperrt worden war, wegen eines Gefängnisaufenthalts, wechselte Boc zu Sportul Studențesc in die Divizia B. Dort verpasste er zwar den Aufstieg knapp, konnte aber nach der Saison zu Rapid Bukarest wechseln, wo er im Jahr 1972 den rumänischen Pokal gewinnen konnte. In den zwei Jahren, die Boc für Rapid spielte, kämpfte der Verein nicht mehr um die Meisterschaft, sondern um den Klassenerhalt, so dass Boc im Jahr 1973 die Chance wahrnahm, zu Universitatea Craiova zu wechseln. Dort gewann er in der Saison 1973/74 erneut die Meisterschaft und beendete im Jahr 1976 seine aktive Laufbahn.

### Nationalmannschaft
Boc bestritt zwischen 1967 und 1971 insgesamt sechs Spiele für die rumänische Fußballnationalmannschaft, erzielte dabei jedoch kein Tor. Er debütierte am 4. Januar 1967 gegen Uruguay.

## Erfolge
- Rumänischer Meister: 1966, 1974
- Rumänischer Vizemeister: 1969
- Rumänischer Pokalsieger: 1972